# لور اسلاتر
لور اسلاتر (به انگلیسی: Lower Slaughter) یک روستا و محله مدنی در بریتانیا است که در Cotswold واقع شده‌است.